# Agrostis pickeringii
Agrostis pickeringii é uma espécie de gramínea do gênero Agrostis, pertencente à família Poaceae.